# 夏绩恩
夏绩恩（1954年—），四川自贡人，汉族，中华人民共和国政治人物、第十一届全国人民代表大会四川地区代表。
毕业于成都中医学院医学专业。加入农工党。担任四川省眉山市第二人民医院院长、农工党四川省眉山市总支主委。2008年起担任全国人大代表。